# Санта-Мария-Валь-Мюштайр
Са́нта-Мари́я-Ва́ль-Мюшта́йр (романш. Santa Maria Val Müstair, [ˌsantɐˌmariɐ̯ ˌvalmyˈʃtaɪ̯r]о файле) — деревня и бывшая коммуна в Швейцарии, находится в кантоне Граубюнден. 
До 2008 года имела статус отдельной коммуны. 1 января 2009 года была объединена с коммунами Лю, Чирф, Мюштайр, Фульдера и Валькава  в новую коммуну Валь-Мюштайр. 
Входит в состав региона Энджадина-Басса/Валь-Мюштайр (до 2015 года входила в округ Инн).
Население составляет 365 человек (на 31 декабря 2006 года). Официальный код — 3844.
Автомобильная дорога через перевал Умбраиль связывает Санта-Мария-Валь-Мюстаир с Бормио в долине Вальтеллина, (регион Ломбардия, Италия).
| Год      | Численность населения |
| -------- | --------------------- |
| 1850 год | 437 чел.              |
| 1900 год | 385 чел.              |
| 1950 год | 420 чел.              |
| 2000 год | 327 чел.              |
| 2006 год | 365 чел.              |

| Языки жителей Санта-Марии-Валь-Мюштайр |               |             |               |             |               |             |
| Языки                                  | 1980-ы годы   | 1980-ы годы | 1990-е годы   | 1990-е годы | 2000-е годы   | 2000-е годы |
| Языки                                  | Число жителей | %           | Число жителей | %           | Число жителей | %           |
| Немецкий                               | 78            | 20,31 %     | 106           | 28,73 %     | 83            | 25,38 %     |
| Романшский                             | 295           | 76,82 %     | 259           | 70,19 %     | 228           | 69,72 %     |
| Итальянский                            | 5             | 1,30 %      | 3             | 0,81 %      | 2             | 0,61 %      |
| Всего                                  | 384           | 100 %       | 369           | 100 %       | 327           | 100 %       |

## Известные личности, связанные с Санта-Марией-Валь-Мюштайр
- Дарио Колонья — лыжник, 4-кратный олимпийский чемпион — родился в коммуне 11 марта 1986 года[1].